# Bezirk Bludenz
Der Bezirk Bludenz ist ein Verwaltungsbezirk des österreichischen Bundeslandes Vorarlberg.

## Geografie
Der Bezirk Bludenz nimmt auf einer Fläche von 1.287,64 km² die gesamte Südhälfte (49,4 %) Vorarlbergs ein. Er umfasst den östlichen, oberen Teil des Walgaus und die darin einmündenden Talschaften Montafon, Klostertal, Großes Walsertal und Brandnertal. Ferner gehört zum Bezirk der oberste Abschnitt des Lechtals mit dem Ort Lech, das vom übrigen Bezirk durch die Europäische Hauptwasserscheide getrennt ist.
Wichtigste Flüsse sind die Ill, die im Süden des Bezirks entspringt und durch das Montafon und den Walgau nordwestwärts dem Rhein zufließt, sowie deren rechte Nebenflüsse Alfenz und Lutz. Den Nordosten entwässert der Lech, der hier entspringt, in Richtung Tirol.
Der Bezirk Bludenz hat größere Anteile am Lechquellengebirge im Norden, dem Verwall im Osten und dem Rätikon im Südwesten, außerdem umfasst er kleinere Teile des Bregenzerwaldgebirges, der Lechtaler Alpen und der Silvrettagruppe mit dem Piz Buin (3312 m ü. A.), dem höchsten Punkt des Bezirks und ganz Vorarlbergs. Der tiefste Punkt des Bezirks (481 m ü. A.) liegt an der Ill bei Nenzing.

### Nachbarbezirke
| Bezirk Feldkirch | Bezirk Bregenz                              | Bezirk Reutte (Tirol)  |
| Liechtenstein    | Kompassrose, die auf Nachbargemeinden zeigt | Bezirk Landeck (Tirol) |
|                  | Kanton Graubünden ( Schweiz)                |                        |

## Angehörige Gemeinden
Der Bezirk umfasst 29 Gemeinden, darunter eine Stadtgemeinde (Bludenz) und zwei Marktgemeinden (Nenzing und Schruns).

Gemeinden des Bezirks Bludenz

Die Einwohnerzahlen stammen vom 1. Jänner 2024: